# Mainiella subterminalis
Mainiella subterminalis är en fjärilsart som beskrevs av Sergius G. Kiriakoff 1962. Mainiella subterminalis ingår i släktet Mainiella och familjen tandspinnare. Inga underarter finns listade i Catalogue of Life.